# Red Lake Falls (Minnesota)
Red Lake Falls es una ciudad ubicada en el condado de Red Lake en el estado estadounidense de Minnesota. En el Censo de 2010 tenía una población de 1427 habitantes y una densidad poblacional de 271,01 personas por km².

## Geografía
Red Lake Falls se encuentra ubicada en las coordenadas 47°53′2″N 96°16′23″O / 47.88389, -96.27306. Según la Oficina del Censo de los Estados Unidos, Red Lake Falls tiene una superficie total de 5.27 km², de la cual 5.27 km² corresponden a tierra firme y (0%) 0 km² es agua.

## Demografía
Según el censo de 2010, había 1427 personas residiendo en Red Lake Falls. La densidad de población era de 271,01 hab./km². De los 1427 habitantes, Red Lake Falls estaba compuesto por el 96.08% blancos, el 0.42% eran afroamericanos, el 0.49% eran amerindios, el 0.28% eran isleños del Pacífico, el 0.77% eran de otras razas y el 1.96% pertenecían a dos o más razas. Del total de la población el 4.06% eran hispanos o latinos de cualquier raza.